# 斎藤慎一郎
斎藤慎一郎（さいとう しんいちろう 1940年4月22日 - 2007年12月16日）は神奈川県横浜市出身の童話作家、詩人、クモ研究家。「クモクモ仙人」と呼ばれた。中池見湿地のクモを調査したことがきっかけで同湿地の保護など地球環境保護の問題にも取り組んだ。
東京教育大学（芸術学）卒業。日本蜘蛛学会、山村民俗の会、国際泥炭学会（IPS）、世界自然保護基金日本委員会、東京・中部・三重蜘蛛談話会会員。

## 略歴
- チェロと自然と平和をこよなく愛し、興味関心は多方面におよび、非常に博学であった。

- 植物分類学、植物遺伝学、民俗学、方言学、クモ学、泥炭学等に造詣が深く、子ども文庫、ゲーテ植物学会、栗木黒川を守る会、ゲーテ博物楽会、スリークォーターズ（チェロ演奏グループ）等のグループを立ち上げた。

- 登校拒否の子供たちと関わり、チェロ演奏、文筆活動、作詞（詩）、作曲、川柳、短歌、自然保護、折り紙創作、平和活動としての九条カボチャの栽培運動等、様々な活動を思いの丈繰り広げた。

- 思想は一貫して、すべての人のしあわせを願い、自然や命の大切さを語りかけ、永久平和を願ったことである。そして博物楽に代表させて、学問はすべて○○楽（○○がく）であるべしとした。

- 自らをクモクモ仙人と称し、特に、蜘蛛の民俗学の分野に大きな業績を残した。

- 最初に出版された著作は、学校警備員として勤務中にB6判の紙で発行していた「花の新聞 世界一小さい植物園」を収録したもの。現代旅行研究所から1982年10月に「小さい植物園」として発行された。表紙にはゲーテ植物学会会員・大笹悦子さんの色鉛筆画を使っている。図書館協議会選定図書。

- 少年時代ホンチ遊びに夢中になり、いつかこのことについて研究したいと胸に暖めていた。警備員退職前後から横浜・千葉のみならずあちこち足で調べ、成果をまとめあげた。1984年に大日本図書に持ち込んだ原稿は出版を快諾され、「クモ合戦の文化論 伝承遊びから自然科学へ」として、同年12月に刊行された。本書は3刷りまで版を重ね、厚生省児童福祉文化奨励賞を受賞した。学習塾の副教材として採用されたり、本書を下敷きに児童映画「僕のクモ合戦」が作られたりした。

- 高校時代から児童文学を執筆しており、その一部が「星雲ミカの小さな冒険」（全2巻）として、2011年に刊行された。

## 著書
- 小さい植物園 現代旅行研究所, 1982
- クモ合戦の文化論 伝承遊びから自然科学へ 大日本図書 1984
- クモの合戦 虫の民俗誌 （川名興との共著） 未来社, 1985
- 日本民俗文化資料集成第11巻　動植物のフォークロアⅠ （共著） 三一書房, 1992
- 日本民俗文化資料集成第12巻　動植物のフォークロアⅡ （共著） 三一書房, 1993
- 虫と遊ぶ―虫の方言誌 大修館書店, 1996
- 蜘蛛 法政大学出版局, 2002
- ア・カペラ混声合唱のための歌う昆虫記 （共著） サーベル社, 2005
- 奇跡の泥炭湿原 中池見湿地 自費出版, 2008
- 星雲ミカの小さな冒険―「鳥へっぽこ新聞」誕生篇 晶文社, 2011
- 星雲ミカの小さな冒険―久里マリアさんへの手紙篇 晶文社, 2011

## 翻訳書
- クモの不思議な生活 マイケル・チナリー 斎藤慎一郎訳 晶文社, 1997
- イギリスの都会のキツネ スティーヴン・ハリス 斎藤慎一郎訳 晶文社, 1998
- ウサギの不思議な生活 アン・マクブライド 斎藤慎一郎訳 晶文社, 1998
- アリと人間 レイ・ノース 斎藤慎一郎訳 晶文社, 2000
- フクロウの不思議な生活 クリス・ミード 斎藤慎一郎訳 晶文社, 2001